# Abdallah Mirza
Abdallah Mirza, pers. عبدالله میرزا (w źródłach Mirza Soltan Abdallah Szirazi; ur. 19 marca 1433 roku w Szirazie, zm. 22 czerwca 1451 roku w pobliżu Samarkandy) – książę z rodu Timurydów, namiestnik Farsu w latach 1435 - 1447 i władca Mawarannahru w latach 1450-1451.

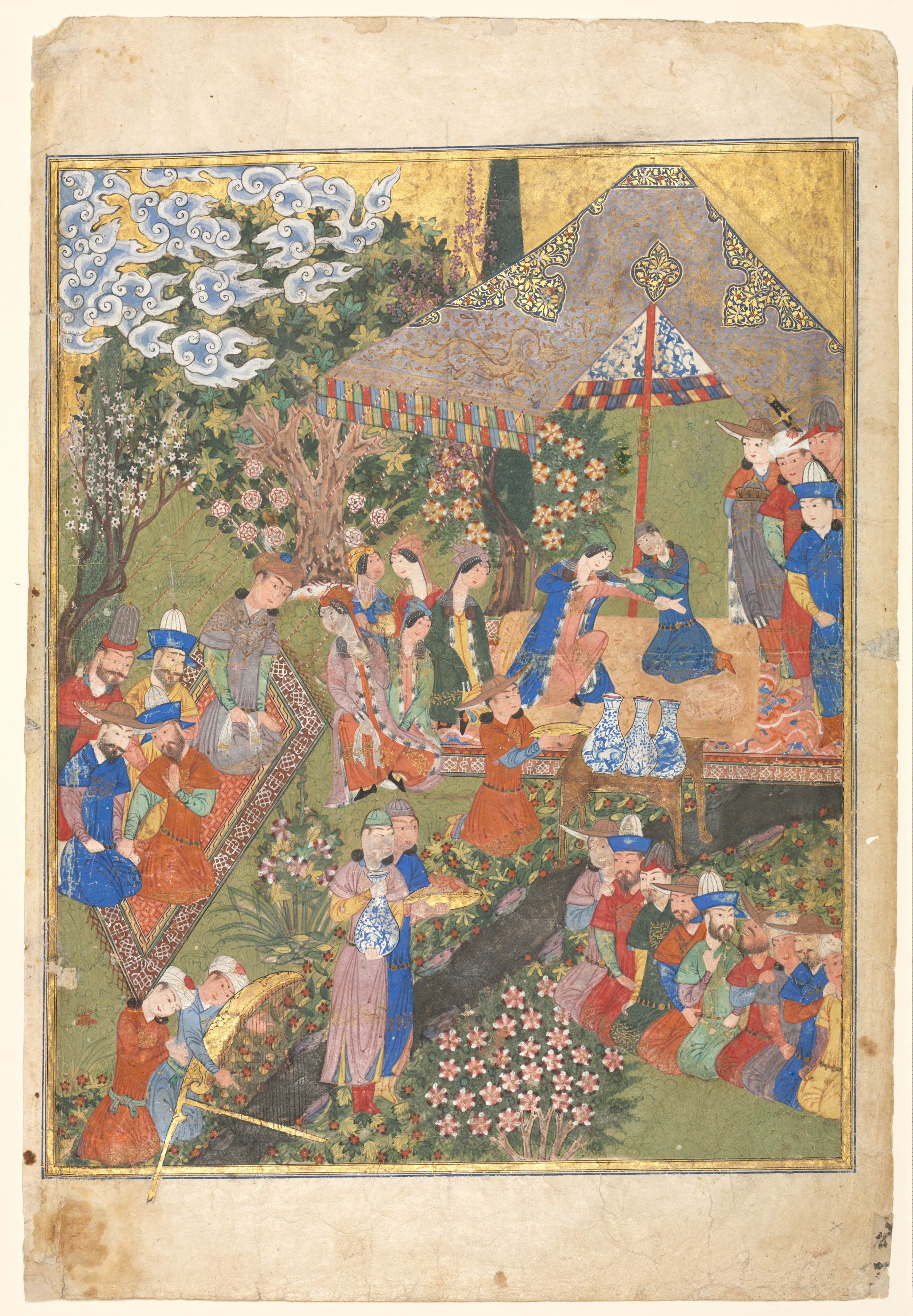
Królewska audiencja, prawe folio frontyspisu rękopisu Szahname ukończonego w Szirazie w roku 1444. Cleveland Museum of Art

Był synem Ebrahima Soltana i Mehr Soltan Chatun, córki niejakiego Aluczehry. Jego ojciec zmarł kiedy miał dwa lata, 3 maja 1435 roku, i z polecenia dziadka Abdallaha, Szahrucha (1405-1447), jego wnuk objął po zmarłym namiestnictwo Farsu. Rzeczywiste rządy w jego imieniu sprawował Mohebb-ad-Din Abu-al-Chajr, który trzymał Abdallaha z dala zarówno od pieniędzy, jak i wpływów. Nadużycia jakich Mohebb-ad-Din się dopuścił doprowadziły w roku 1441/1442 do interwencji miejscowych notabli w rządzie centralnym. Szachruch odwołał Mohebb-ad-Dina, ten jednak za pomocą hojnych łapówek doprowadził do tego, że grupa emirów i urzędników Szachrucha wyniosła go z powrotem na urząd. Prawdopodobnie powrócił do dawnych praktyk, gdyż wiadomo, że w chwili śmierci Szahrucha znajdował się w więzieniu.
Kuzyn Abdallaha, Sultan Muhammad (1447–1452), próbował włączyć Fars do swojego dominium i oblegał Sziraz w Ramadanie roku 850/listopadzie-grudniu 1446. Odstąpił jednak od miasta na wieść o pochodzie Szahrucha. Kiedy jednak ten zmarł 12 marca 1447 roku Sultan Muhammad ponownie zaatakował Fars i pokonał armię Abdallaha w pobliżu Szirazu 5 października 1447 roku. Abdallah uciekł do Istachru, zaś Sultan Muhammad zajął Sziraz. Pozostawiony samemu sobie Abdallah udał się do Heratu, gdzie po śmierci Szahrucha panował Ala ad-Daula (1447–1448). Kiedy ten został zaatakowany przez Uług Bega (1409-1449) Abdallah przeszedł na stronę tego ostatniego. Uług Beg pozostawał w serdecznych stosunkach z ojcem Abdallaha i być może nawet, jak sugerują niektóre źródła, przyrzekł jego synowi namiestnictwo Chorasanu. W sytuacji wojny domowej Uług Beg nie był jednak skory do spełnienia tej obietnicy. Pozostawił on Abdallaha oraz swojego syna Abd al-Latifa jako swoich przedstawicieli w Bastamie i Astarabadzie, jednak kiedy Uług Beg następnie powrócił do Mawarannahru Abdallah przyłączył się do niego. W związku z powyższym nie brał on udziału w spisku Abd al-Latifa przeciwko swojemu ojcu i został wzięty do niewoli podczas starć pomiędzy ich armiami. Abd al-Latif jednak natychmiast go uwolnił.
Po tym jak spiskowcy zamordowali Abd al-Latifa 8 maja 1450 roku niezwłocznie wezwali Abdallaha do przejęcia władzy. Nie wiemy jak ten zdobył ich zaufanie, „wydaje się, że cieszył się on poparciem przede wszystkim tradycyjnych tureckich i mongolskich wodzów w Samarkandzie, dla których nadal żyjący wnukowie Szahrucha w Heracie i Iranie mogli się wydawać zbyt odlegli jako pretendenci do tronu”. Monety Abdallaha wskazują na to że aspirował on do zwierzchności nad wszystkimi Timurydami jako chan wszystkich tradycyjnie czagatajskich dominiów. Jego władza nie była jednak uznawana poza Mawarannahrem. Abdallah miał starać się rządzić sprawiedliwie, jednak wbrew nadziejom miejscowych elit został szybko zdominowany przez otaczających go emirów z Szirazu. Byli oni przyzwyczajeni do małoletniego namiestnika, przy którym realna władza jest sprawowana przez kogoś innego. W Szirazie tę władzę całkowicie zmonopolizował Mohebb-ad-Din. Teraz emirowie Abdallaha postanowili nie pozwolić na utratę jakichkolwiek wpływów przez siebie. Kiedy zatem Abdallah wybrał jednego z emirów Uług Bega, Ibrahima ibn Ejegü Temüra, do nadzoru nad swoimi finansami, emirowie z Szirazu doprowadzili najpierw do jego uwięzienia pod zarzutem faworyzowania syna Uług Bega, Abd ar-Rahmana, następnie zaś zabili ich obu. Na wieść o tym wielu ważnych emirów Uług Bega uciekło do Chorasanu. Wkrótce o tych ucieczkach z obozu Abdallaha dowiedział się wnuk Miranszaha (1405-1408), Abu Sa’id (1451-1469), który zabiegał o poparcie w rejonie Buchary, najwidoczniej także poszkodowanym przez politykę ludzi z Szirazu. Abu Sa’id został pokonany podczas pierwszej próby zaatakowania Abdallaha, jednak nadużycia jego emirów, w szczególności zaś wymuszenia podatkowe jego głównego wezyra Chodży Ata Allaha Sziraziego powodowały, iż stopniowo tracił on poparcie w regionie. Wielu jego emirów przeszło na stronę Abu Sa’ida, temu ostatniemu zaś dodatkowo udało się uzyskać wsparcie ze strony chana Uzbeków Abu al-Chajra (1428-1468). 22 czerwca 1451 roku połączone siły Abu Sa’ida i Uzbeków odniosły w pobliżu Samarkandy łatwe zwycięstwo nad armią Abdallaha, który został wzięty do niewoli i stracony na rozkaz swojego kuzyna.